# Outsider
Outsider je slovenski dramski film iz leta 1997. Napisal in režiral ga je Andrej Košak, za katerega je to celovečerni prvenec. 
Govori o odraščanju v Sloveniji na začetku osemdesetih let, ko so vladali politično občutljivi časi in se je vzpel punk. Glasbo za film je napisal Saša Lošić, v njem pa se pojavijo tudi pesmi skupin Pankrti, Zabranjeno pušenje in Indust-Bag.
S 90.954 gledalci je bil najbolj gledan slovenski film po letu 1991, dokler ga ni presegel Kajmak in marmelada (2003). Bil je slovenski predlog za nominacijo za oskarja za najboljši tujejezični film.

### Zgodba
Film se dogaja v letih 1979 in 1980. Sead Mulahasanović, rojen 16. junija 1963 v Tuzli, prihaja iz etnično mešane družine. Njegov oče Haris je zastavnik JLA iz Bosne, mama Marija pa gospodinja iz Slovenije. Zaradi očetove službe se družina nenehno seli. 
Zgodba se začne jeseni 1979 z njegovim prihodom v Slovenijo, kjer nadaljuje šolanje v 4. letniku ljubljanske Gimnazije Moste, kjer je tarča žaljivk. V tem času je bil v ljubljanski Klinični center pripeljan tudi Tito, zaradi česar je situacija postala zelo napeta, oblasti pa so začele spremljati vsako sumljivo dogajanje. Sead se v šoli spoprijatelji s Kaduncem, prek katerega pride v stik z ljubljansko punk sceno, ki se je zaradi Titove bolezni tudi znašla na očeh oblasti. Ustanovijo svoj bend. Sead se zaljubi v sošolko Metko, s katero postaneta par. Haris doma ne opusti svojega vojaškega obnašanja in nima posluha za občutljivega sina. Kadunc in Sead sta poklicana na pogovor k vzvišenemu ravnatelju, ki Kaduca opozori, da šole ne more ponavljati v nedogled, Seadu pa pove, da mu druženje z barabo ne koristi.
Kadunc je ujet med risanjem grafitov po vojašnici, kar vodi v njegovo izključitev iz šole, kolektivno kaznovanje razreda s prepovedjo nastopa na proslavi in ravnateljevo prepovedjo neprimernega oblačenja. Sead in Kadunc se s prijatelji znajdeta v nemilosti policije, ko bend igra na strehi bloka. Seada izpustijo, pred tem pa je deležen prijazne grožnje s popravnim domom. Kadunc zaradi kršenja pogojne pristane v zaporu in njegova vez s Seadom se pretrga. Metka pričaka Seada in skupaj preživita noč.
Metka zanosi, vendar se odloči za splav, kar njen oče pove presenečeni Seadovi materi med vljudnim obiskom. Sead kljub materinemu prigovarjanju s šopkom pohiti k Metki v Klinični center, kjer se mora soočiti z grenko resnico. Vrne se domov, kjer mu oče pove, da se zopet selijo. Spreta se. Na TV je novica o Titovi smrti. Sead se ustreli z očetovo pištolo. Metka med oglašanjem siren teče iz bolnice v daljavo po prazni cesti.

## Financiranje in produkcija
Projekt je bil ocenjen na 125.400.000 tolarjev (523.285 €). Filmski sklad RS je prispeval 20.763 evrov.
Režiser Andrej Košak si je pred svojim prvencem izkušnje pridobil kot režiser televizijski oddaj, reklam in glasbenih spotov. Janjića je spoznal leta 1989 je med asistiranjem Rajku Grliću na snemanju filma Čaruga.
Zaradi pomanjkanja sredstev niso imeli filmskega ateljeja, zasedba je bila večinoma mlada, snemanje pa je potekalo v zaprti bivši vojašnici 4. julij. Za prizor dneva Titove smrti so izpraznili eno glavnih ljubljanskih prometnic in obesili rdeče zastave. Slak (Bindweed Soundvision) je vskočil kot producent, ko se je pri snemanju zataknilo. Janjić ni imel urejenih papirjev za pot v Slovenijo, zato so ga za nekaj časa priprli. Snemali so tudi v Kliničnem centru v ljubljani.
Sead, Haris in njegovi sodelavci ter delavci ob šoli uporabljajo srbohrvaški jezik, ki ob distribuciji ni bil podnaslovljen. Producent Slak je ob uspehu Outsiderja povedal, da film ni prinesel dobička.

## Odziv kritikov
Ženja Leiler je ob premieri napisala, da sta jugošarmantni Sokolović in Janjić iz vlog potegnila več, kot dovoljuje scenarij, da je lik Metke slabo razvit, da je Potočnik karizmatičen in da so tudi gledališki igralci pred kamero sveži. Sead zanjo ni bil upornik, ampak le fant, ki išče svojo identiteto in se zoperstavlja tiranskemu očetu. Kadunčevo uporništvo se ji je zdelo nereflektirano. Zmotili so jo stereotipni pankerji in vedno jezna učiteljica matematike, ki so sicer zabavali. Zavrnila je trženje filma kot tragične ljubezenske zgodbe, saj se ji je zdel ljubezenski odnos med Metko in Seadom šibak in obroben. Film je po njenem naredil premalo, da bi utemeljil Seadov samomor iz stiske. Outsider je označila za tekoč, šarmanten, komunikativen in nepretenciozen mali film, ki bo z lahkoto nabral 30.000 gledalcev, kar je bil Košakov cilj.

### Po uspehu
Samo Rugelj je dva meseca po premieri napisal, da je Outsider pometel z ameriški blockbusterji, čeprav so ga slovenski kritiki zavrnili kot povprečen in stereotipen polžanrski izdelek. Opozoril je, da ta film pomeni napredek pri komunikaciji z občinstvom v primerjavi s slovenskimi filmi zadnjih petih let, vendar je usmerjen na ozek slovenski in jugoslovanski trg in zato ne omogoča preboja slovenske kinematografije v zelo zahtevno in konkurenčno tujino.
Tadej Čater je napisal, da je Outsider zaživel, ker je obrtniški izdelek in kot tak netipičen za slovensko filmsko sceno, ki trpi za sindromom Josipa Vidmarja, zaradi katerega proizvaja le samozadostne umetniške izdelke.
Po besedah teoretika Ilije Tomanića je Outsider zavrnil dotedanje nerealno, sterilno in neprepričljivo filmsko prikazovanje Slovenije kot sodobne in brezčasne zahodne kapitalistične države brez 73 let trajajoče balkanske epizode, tujcev in tranzicije, s čimer je uspešno nagovoril naveličanega slovenskega gledalca.
Po pisanju Marcela Štefančiča v članku o Festivalu slovenskega filma 2002 je Outsider po sušnih osemdesetih in prvi polovici devetdesetih (izjema je bil Babica gre na jug) zdramil Slovence in do uspeha pomagal filmom V leru, Jebiga, Porno film in Zadnja večerja, po čemer pa je spet bilo zatišje. Zapis zaključuje misel, da sta Košak in Vogue Anžlovar dojela, da so za prihod Slovenca na ogled slovenskega filma potrebni le malce zgodbe, kanček emocij in prgišče smeha.

## Zasedba
| - Davor Janjić: Sead Mulahasanović »Sid« - Zijah Sokolović: Haris Mulahasanović - Miranda Caharija: Marija Mulahasanović - Nina Ivanič: Metka Hafner - Uroš Potočnik: Borut Kadunc »Bomba« - Jure Ivanušič: »Podgana« | - Manca Dorrer: punkerica - Milada Kalezić: razredničarka - Demeter Bitenc: ravnatelj - Esad Babačić: desetar - Boris Juh: tov. Hafner, Metkin oče - Tadej Toš: sošolec Horvat - Pavle Ravnohrib: miličnik |

## Ekipa
- koreografija: Silvestra Perčič
- fotografija: Sven Pepeonik
- glasba: Saša Lošić
- montaža: Zlatjan Čučkov
- scenografija: Pepi Sekulič
- kostumografija: Karin Košak
- maska: Alenka Nahtigal
- zvok: Hanna Preuss Slak

## Nagrade

### Slovenski filmski maraton 1997 (Portorož)
- nagrada občinstva
- nagrada za zvok

## Izdaje na nosilcih
- Outsider. videokaseta. [Šentrupert] : Karantanija film, 1997
- Outsider. videokaseta. [Šentrupert] : Karantanija film, 1999
- Outsider. video DVD. Ljubljana : A. G. Market, 2004. zbirka Vrhunci filmoteke (časnik Delo)